# Ифигения (фильм)
«Ифиге́ния» (греч. Ιφιγένεια) — кинофильм греческого режиссёра Михалиса Какоянниса, экранизация трагедии Еврипида «Ифигения в Авлиде».
Третья и последняя экранизация Еврипида Какояннисом. Фильм производства компании Ελληνικό Κέντρο Κινηματογράφου (Греческий Центр Кинематографии), вышедший в прокат 10 сентября 1977.
Через шесть лет после малоудачной экранизации «Троянок», Какояннис обратился к последней из дошедших до нас работ Еврипида с архетипичным сюжетом о вожде, вынужденном отдать на заклание родного ребёнка, чтобы боги наполнили ветром паруса черногрудых кораблей.
В новой постановке, как и в предыдущей экранизации, режиссёр отошёл от классической строгости «Электры» ради усиления драматического эффекта. Хор полностью удалён и введены дополнительные персонажи, отсутствующие в античном оригинале — Одиссей и Калхант.
Успехом фильм в значительной степени был обязан поразительной игре 13-летней дебютантки Татианы Папамосху, сумевшей убедительно изобразить то, как юная принцесса, почти ребёнок, осознает и принимает необходимость принесения себя в жертву ради блага всей Эллады, и гордо поднимается навстречу предначертанному роком.
Развязка трагедии, как и у Еврипида, остаётся неясной: Ифигения скрывается в клубах жертвенного дыма, и режиссёр не показывает, что именно увидел бросившийся вслед за ней Агамемнон.

## В ролях
- Татиана Папамосху — Ифигения
- Ирен Папас — Клитемнестра
- Костас Кадзакос — Агамемнон
- Костас Каррас — Менелай
- Христос Цагас — Одиссей
- Панос Михалопулос — Ахилл
- Димитри Аронис — Калхант

## Награды и номинации
На кинофестивале в Фессалонике в 1977 лента получила приз как лучший фильм, а Татиана Папамосху премию, как лучшая актриса.
В том же году фильм номинировался на Золотую пальмовую ветвь на Каннском фестивале.
В 1978 получил на Брюссельском кинофестивале премию «Фемина» за лучшую экранизацию, и номинировался на «Оскар» за лучший фильм на иностранном языке.